# 37,2° сутринта
„37,2° сутринта“ (на френски: 37°2 le matin) е френски филм от 1986 година, романтична драма с еротични елементи на режисьора Жан-Жак Бенекс по негов собствен сценарий, базиран на едноименния роман на Филип Джиан.
В центъра на сюжета е връзката на начинаещ писател с импулсивно момиче, което в поредица от кризи изпада в тежко психично разстройство. Главните роли се изпълняват от Беатрис Дал, Жан-Юг Англад, Жерар Дармон, Жак Мату.
„37,2° сутринта“ е номиниран за „Оскар“, „Златен глобус“ и награда на БАФТА за чуждоезичен филм, както и за пет награди „Сезар“ в различни категории.